# Beckingham (Nottinghamshire)
Beckingham is een civil parish in het bestuurlijke gebied Bassetlaw, in het Engelse graafschap Nottinghamshire met 1098 inwoners.